# 蓬扎诺蒙费拉托
蓬扎诺蒙费拉托（義大利語：Ponzano Monferrato），是意大利亚历山德里亚省的一个市镇。总面积11.58平方公里，人口387人，人口密度33.4人/平方公里（2009年）。ISTAT代码为006135。